# Ischnoleomimus excavatus
Ischnoleomimus excavatus är en skalbaggsart som beskrevs av Stefan von Breuning 1940. Ischnoleomimus excavatus ingår i släktet Ischnoleomimus och familjen långhorningar. Inga underarter finns listade i Catalogue of Life.